# Chankajski Rezerwat Biosfery
Chankajski Rezerwat Biosfery (ros. Государственный природный биосферный заповедник «Ханкайский») – ścisły rezerwat przyrody (zapowiednik) w Kraju Nadmorskim w Rosji. Znajduje się w regionach: kirowskim, spasskim, chankajskim, chorolskim i czernigowskim. Jego obszar wynosi 392,89 km², a strefa ochronna 724,43 km². Rezerwat został utworzony decyzją rządu Rosyjskiej Federacyjnej Socjalistycznej Republiki Radzieckiej z dnia 28 grudnia 1990 roku. W 1994 roku został wpisany na listę konwencji ramsarskiej, w 2004 roku został zakwalifikowany przez BirdLife International jako ostoja ptaków IBA, a w 2005 roku otrzymał status rezerwatu biosfery UNESCO. Dyrekcja rezerwatu znajduje się w miejscowości Spassk-Dalnij. W 1996 roku rządy Federacji Rosyjskiej i Chińskiej Republiki Ludowej podpisały umowę o utworzeniu międzynarodowego rezerwatu obejmującego po stronie rosyjskiej Chankajski Rezerwat Biosfery, a po stronie chińskiej Rezerwat Biosfery Jeziora Chanka.

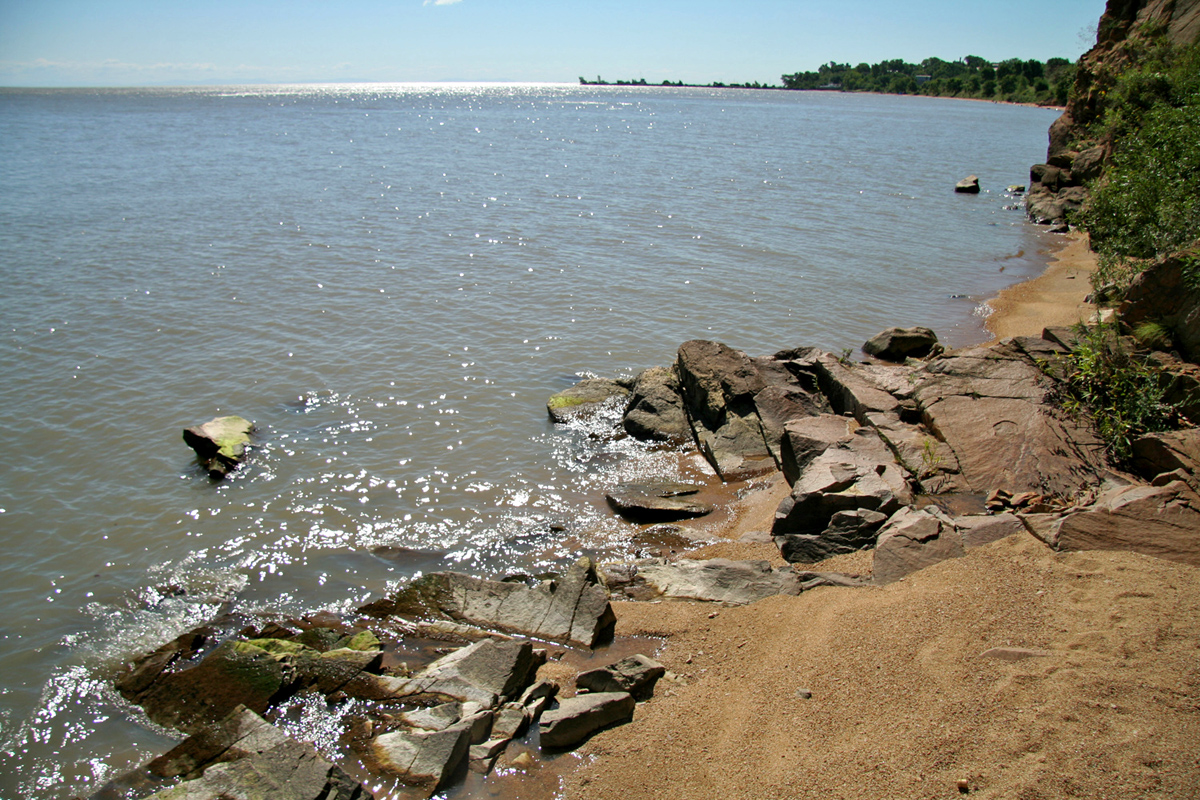
Jezioro Chanka

## Opis
Rezerwat składa się z pięciu części położonych nad jeziorem Chanka. Jezioro to, znajdujące się na granicy rosyjsko-chińskiej, jest  jednym z największych zbiorników słodkowodnych w Azji. Otoczone jest rozległymi trawiastymi torfowiskami. Jest miejscem masowej koncentracji ptactwa wodnego oraz siedliskiem wielu rzadkich i zagrożonych gatunków zwierząt i roślin.
Rezerwat znajduje się na zachodnim, wschodnim i południowym brzegu jeziora, a także w górnym i środkowym biegu rzeki Sungacza wypływającej z jeziora. Obejmuje też część jeziora.
Klimat jest monsunowy. Zimy są z niewielką ilością śniegu, ciepłe lata z dużą ilością opadów. Najzimniejszym miesiącem jest styczeń (-20 °C), najcieplejszym lipiec (+20 °C).

## Flora
Rezerwat obejmuje głównie tereny bagienne (70 procent powierzchni) wzdłuż brzegów jeziora oraz jego zatok. W niektórych miejscach występują niewielkie grzbiety i wzgórza porośnięte lasem. Rośnie tu 616 gatunków roślin naczyniowych należących do 343 rodzajów ze 107 rodzin, w tym 49 gatunków rzadkich i zagrożonych (lotos z gatunku Nelumbo komarovii, rozłożnia kolczasta, płoczyniec, itp.).
Lasy zajmują tylko około 1% rezerwatu. Dominuje w nich: wierzba, brzoza, osika, dąb mongolski, lipa, korkowiec amurski, jesion mandżurski i wiąz.

## Fauna
Na terenie rezerwatu odnotowano 315 gatunków ptaków, w tym 110 gatunków gniazdujących. 21 gatunków wpisanych jest do Czerwonej księgi gatunków zagrożonych (IUCN). Są to m.in. żuraw mandżurski, żuraw białoszyi, bocian czarnodzioby, ptak z gatunku Paradoxornis polivanovi i Paradoxornis webbianus, ślepowron japoński, podgorzałka zielonogłowa, kulik syberyjski, szlamiec wielki. W okresie masowych wiosennych wędrówek na jeziorze gromadzi się do 500 tysięcy różnych gatunków gęsi, łabędzi i kaczek. 
45 gatunków ssaków żyje na terenie rezerwatu. Są to m.in. piżmak amerykański, wydra europejska, łasica syberyjska, jeż amurski, jenot azjatycki, koreochomik długoogonowy, wilk szary. Siedem gatunków regularne odwiedza rezerwat z sąsiednich terenów (norka amerykańska, cyjon rudy, cokor mandżurski, niedźwiedź brunatny, niedźwiedź himalajski, tygrys syberyjski, dzik euroazjatycki, jeleń szlachetny, jeleń wschodni).
Na terenie rezerwatu zarejestrowano 6 gatunków gadów i 6 gatunków płazów. Są to m.in.: żółwiak chiński i jaszczurka z gatunku Takydromus wolteri.
Występuje 74 gatunki ryb, w tym dwa gatunki wpisane do Czerwonej księgi gatunków zagrożonych (IUCN). Są to jesiotr amurski i kaługa.